# Старков
Старков (чеш. Stárkov) град је у Чешкој Републици. Град се налази у управној јединици Краловехрадечки крај, у оквиру којег припада округу Наход.

## Становништво
Према подацима о броју становника из 2014. године град је имао 619 становника.

## Галерија
- Градска кућа Старкова, 2013. године